# Iraí Campos
Iraí Campos de Siqueira ou DJ Iraí Campos é um DJ e produtor musical brasileiro.
Também é um dos maiores nomes da música eletrônica no Brasil.
Produziu remixes dos principais nomes da MPB,
como Lulu Santos, Tim Maia, RPM foi o primeiro
a produzir um remix nacional e também o
primeiro remix fora do Brasil do grupo Titãs feito em Nova York.

## Biografia e carreira
Nascido em São Paulo, no ano de 1959, Irai Campos aos 16 anos conseguiu seu primeiro espaço como DJ, numa casa da Zona Norte de São Paulo o “Tio Sam Club”, e logo depois foi para uma das maiores casas da época a “Toco”.
Inaugurou Califórnia Dreans (em Santana), se apresentando aos sábados; teve sua primeira experiência em um Clube Prive. Lonorabille Societá, na época em que Iraí Campos tocava de segunda a sexta, e aos domingos fazia festas na Toco em São Caetano.  Tocava todos os dias da semana sem descanso, o que lhe rendeu a primeira matéria na revista Veja de São Paulo.
Conseguiu ganhar notoriedade, ao se apresentar nas principais casas noturnas do País e indo tocar até no Japão.
Como resultado, iniciou seu trabalho também nas principais rádios de São Paulo, como: Band FM, Jovem Pan FM, Pool FM, Nova FM, Transamérica e Manchete FM.
Iraí Campos foi o primeiro DJ do Brasil a produzir um remix nacional: “Louras Geladas”, da banda RPM, em parceria com os DJ Grego e Julinho Mazzei; e em trabalho solo, trabalhou com os principais nomes da música pop no Brasil: Marina Lima, Tim Maia, Kid Abelha, Lulu Santos e Titãs, que rendeu o primeiro remix nacional produzido nos Estados Unidos ao lado de Tuta Aquino.
Com o lançamento da série de 8 CDs: O Som das Pistas, apresentou-se em casas noturnas de todo o Brasil e até no Japão, fazendo festas de lançamento seus CDs.
Em 1987, fundou a DJ Shopping, a primeira loja especializada em equipamentos para DJ’s no Brasil. A DJ Shopping foi o grande ponto de encontro dos DJs mais famosos do país.
Em 1988, Iraí Campos criou também o primeiro curso para DJ’s do país, junto com DJ Memê,. O curso se mantém ativo até hoje e já formou muitos profissionais que hoje são destaque no ramo.
correção sobre o curso de dj: teve destaque no período dos anos 90 influênciando muitos a serem dj. mas o curso de dj deixou de existir com o surgimento da internet. a internet abriu as portas para centenas de cursos em outras cidades. devido a isso, o Irai partiu para outros caminhos pois percebeu que a cena dj já não era como antes, se direcionando como proprietário de casas noturnas em sp. o curso já ganhou inúmeras matérias nos principais jornais, telejornais e revistas de comunicação do Brasil, como o Fantástico, Jornal da Globo, O Estado de S. Paulo, Folha de S.Paulo, Revista Veja e outros.
Em 1994, foi convidado pela gravadora BMG Ariola, para ser sócio em uma gravadora associada à BMG, e daí surgiu a Fieldzz Discos.
De 2004 a junho de 2008 foi residente na casa noturna "Boogie", todas as quintas e sextas, e a cada 15 dias aos sábados para eventos corporativos.

## Discografia
- DJ Iraí Campos – O Som Das Pistas Vol. 01
- DJ Iraí Campos – O Som Das Pistas Vol. 02
- DJ Iraí Campos – O Som Das Pistas Vol. 03
- DJ Iraí Campos – O Som Das Pistas Vol. 04
- DJ Iraí Campos – O Som Das Pistas Vol. 05
- DJ Iraí Campos – O Som Das Pistas Vol. 06
- DJ Iraí Campos – O Som Das Pistas Vol. 07
- DJ Iraí Campos – O Som Das Pistas Vol. 08